# Kloštar
Kloštar is een plaats in de gemeente Vrsar in de Kroatische provincie Istrië. De plaats telt 42 inwoners (2001).